# San Giacomo (Valle Castellana)
San Giacomo è una località turistica montana del comune di Valle Castellana in Provincia di Teramo; sita a quota 1105 m s.l.m. sulla Montagna dei Fiori (Monti Gemelli), all'interno del Parco nazionale del Gran Sasso e Monti della Laga.

## Etimologia
Il nome della località deriva da un antico edificio qui presente, che faceva parte delle proprietà del monastero di San Giacomo, sito più a valle, che qui aveva possedimenti e un edificio per il ricovero di coloro che coltivavano i terreni del monastero (una zona a monte della frazione è infatti denominata ‘'Costa del prevosto'’).

## Geografia

### Terra di confine
San Giacomo è sito sulla linea di confine Abruzzo-Marche che in questa zona coincide perfettamente con la precedente linea di frontiera tra lo Stato Pontificio e il Regno delle Due Sicilie esistente al momento della formazione dello stato unitario (1861). Un cippo datato 1847 testimonia la presenza dell'antica linea di confine tracciata per la prima volta da Ruggero II nel 1140-43, la cui esatta collocazione aveva dato spesso adito a contenziosi tra Roma e Napoli.
Sono ancora visibili i resti della casa doganiera dove probabilmente i gendarmi pontifici controllavano il confine e per scoraggiare il contrabbando. La costruzione fu fatta saltare dai soldati tedeschi nel corso della Seconda guerra mondiale per evitare che vi si rifugiassero i partigiani. La casa doganiera era probabilmente stata costruita sui resti di un romitorio francescano.

### Pascoli

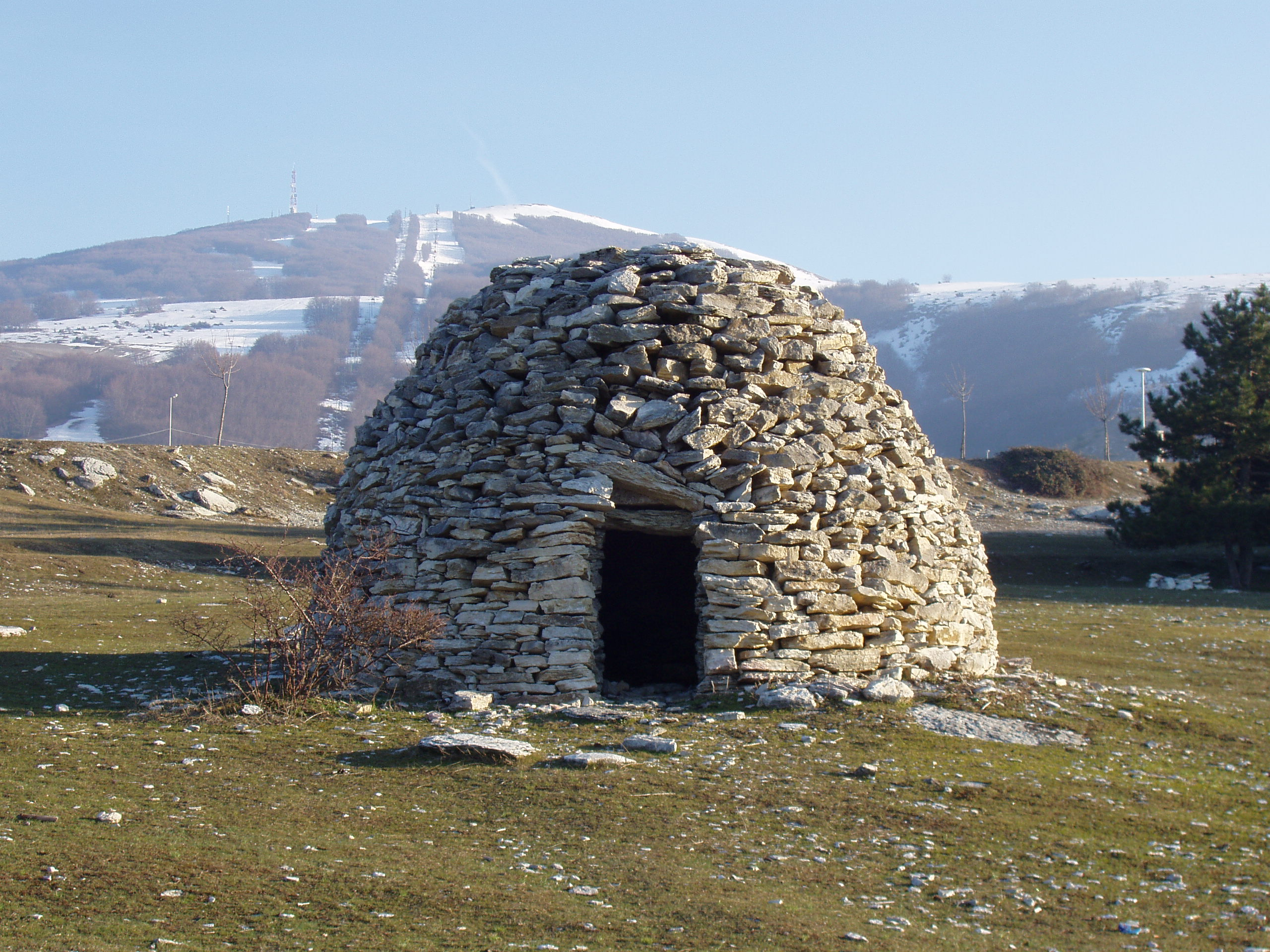
La caciara, tipica capanna in pietra a secco (Montagna dei Fiori, 2008)

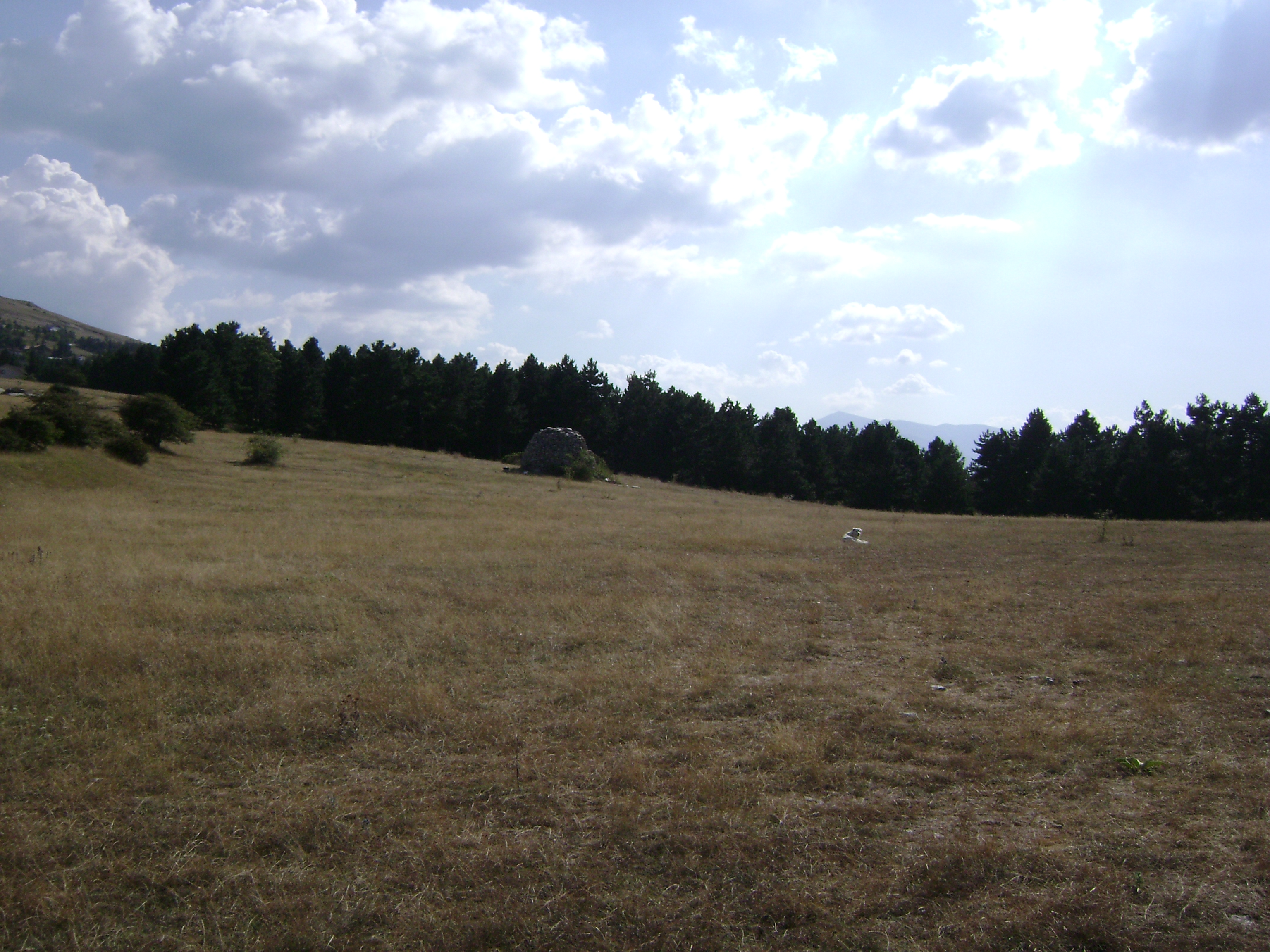
Una delle tre caciare di San Giacomo

Il territorio era in passato destinato principalmente al pascolo come testimoniano le tre caciare, le costruzioni in pietra a secco che ricordano i trulli pugliesi. Le caciare potevano avere funzioni diverse: il rifugio per i pastori; il ricovero degli agnelli facili vittime dei predatori; il deposito dei formaggi preparati sul luogo.

### Località turistica
San Giacomo è la principale stazione sciistica dei Monti della Laga ed uno dei tre centri montani presenti in Provincia di Teramo, che sono forniti d'impianti di risalita e di piste per lo sci nordico, le altre due stazioni sono Prati di Tivo e Prato Selva. Rispetto alle altre due cugine teramane, questa località sciistica è stata la prima in Provincia di Teramo ad essere dotata di impianto di risalita a fune.
Nel 1958 il dr. Walter Pizi, Direttore Generale della Carisap, promotore e ideatore della cabinovia San Giacomo-Monte Piselli, riuscì a far convergere interessi politici e privati facendo realizzare un impianto, ancor prima che ci fosse una strada di accesso alla stazione. Aprì la strada alle strutture ricettive e a tutto l’indotto che poi si creò con il grande successo degli impianti di risalita. Oltre agli impianti di risalita, a San Giacomo sono presenti 2 alberghi, 3 bar e 3 ristoranti, senza contare le decine di seconde case.

## Sport

### Escursionismo
La località è adatta per la pratica dell'escursionismo soprattutto a piedi. Vi sono sentieri che scendono verso valle (ad esempio a Colle San Marco) o salgono verso la Montagna dei Fiori.

### Sci alpino
Per la pratica dello sci alpino invernale, sono disponibili alcuni impianti di risalita, in località Monte Piselli più in alto rispetto alla zona degli alberghi (il nome deriva da un'area a quota 1600 dove un tempo si coltivano i piselli). 
Fino a qualche anno fa esisteva una cestovia, inaugurata, il 2 settembre 1964, all'atto della sua entrata in servizio era la più grande d’Europa ed aveva la capace di trasportare lungo un percorso di 2.600 metri, oltre 500 persone ogni ora. Ad oggi del tracciato originale, rimangono solo 800 metri così da rendere impossibile l'utilizzo delle bellissime piste fino al paese, già omologata per gare nazionali negli anni 60. Grazie a questo impianto, San Giacomo fu la prima stazione invernale in Provincia di Teramo, a disporre di un impianto di risalita per lo sci nordico ed una delle prime nel Centro-Sud Italia.
La cestovia è stata smantellata nel 1979, perché ha raggiunto la vita tecnica prevista per legge dagli impianti a fune. 

Gli attuali impianti si raggiungono per mezzo di un tratto di strada da percorrere in automobile, infatti ora la partenza dell'impianto si trova dove un tempo c'era la stazione intermedia dell'impianto, anche per il mancato innevamento della parte finale dell'impianto originale, negli anni 70 si scelse di spostare la partenza del nuovo impianto a quota 1400 s.l.m.m. Attualmente alla base dei vecchi impianti di risalita esiste un campo scuola per bambini e principianti.

### Sci di fondo
Pur non esistendo un vero percorso è possibile svolgere diversi sentieri tramite sci o ciaspole.

### Ciclismo
- Il 25 maggio 2002 è qui giunta la 13ª tappa del Giro d'Italia, aggiudicata dal ciclista messicano Julio Alberto Pérez Cuapio.
- Il 19 marzo 2007 è qui giunta la 6ª tappa della Tirreno-Adriatico, aggiudicata con un ottimo distacco, dallo scalatore Matteo Bono, dopo una lunga fuga.
- Il 13 maggio 2021 è stata sede dell'arrivo della 6ª tappa del Giro d'Italia, vinta da Gino Mäder
- Nel marzo 2023 è passata una tappa della Tirreno-Adriatico, effettuando qui il Gran Premio della Montagna.
- Qui sono giunte anche alcune tappe del Trofeo dello Scalatore.

La località è mèta di numerosi ciclisti, provenienti da Ascoli, Teramo e dintorni.

### Corse automobilistiche
Ogni anno nel tracciato Colle San Marco-San Giacomo, viene disputata la "Coppa Paolino Teodori", valevole per il " CIVM - Campionato Italiano Velocità Montagna".

## Cultura

### Edifici di culto
All'interno del tessuto urbano, esiste un unico edificio di culto, la chiesa di San Giacomo Apostolo.
Si tratta di un edificio moderno, consacrato al culto il 31 agosto 1980, avente copertura a spiovente unico, si discosta dall'edificio la torre campanaria, anch'essa dal taglio moderno, che ospita una campana, la chiesa rientra nel territorio della parrocchia di San Vito di Valle Castellana, che ricade nella diocesi di Ascoli Piceno.

### Filmografia
Nel 1972 è stato girato qui un film con Dustin Hoffman, ancora giovanissimo, ma già famoso in tutto il mondo per aver interpretato Il laureato, il film è Alfredo Alfredo di Pietro Germi, il film fu notoriamente girato ad Ascoli, ma ci fu uno sconfinamento poco noto in Abruzzo: infatti le scene della gita in montagna furono realizzate presso la stazione sciistica di San Giacomo, ove allora era in esercizio una cestovia che dal paese portava fino al Monte Piselli.
Oggi parte dell’impianto di risalita, che era caratterizzato dai tipici cestini trasportatori utilizzati nel film dai protagonisti, non è più in funzione, dal momento che è stato definitivamente smantellato nel 1979.